# Emmochliophis
Emmochliophis — рід змій родини полозових (Colubridae). Представники цього роду мешкають в Еквадорі і Колумбії.

## Види
Рід Emmochliophis нараховує 2 види:
- Emmochliophis fugleri Fritts & H.M. Smith, 1969
- Emmochliophis miops (Boulenger, 1898)